# Nduka Ugbade
Nduka Ugbade (Lagos, 6 de setembro de 1969) é um ex-futebolista profissional nigeriano que atuava como defensor.

## Carreira
Nduka Ugbade se profissionalizou no El-Kanemi Warriors.

## Seleção
Nduka Ugbade integrou a Seleção Nigeriana de Futebol na Copa das Nações Africanas de 1994, na Tunísia.

## Títulos
Nigéria
- Copa das Nações Africanas: 1994